# Alleyrat (Corrèze)
 Alleyrat  (en occitano Alairac) es una comuna y población de Francia, en la región de Lemosín, departamento de Corrèze, en el distrito de Ussel y cantón de Meymac.
Su población en el censo de 2008 era de 103 habitantes.
Está integrada en la Communauté de communes Ussel-Meymac-Haute-Corrèze.

## Demografía
| 103 | 130 | 102 | 83 | 96 | 99 | 103 |
| Para los censos de 1962 a 1999 la población legal corresponde a la población sin duplicidades (Fuente: INSEE [Consultar]) |     |     |    |    |    |     |